# Paraíso, canto segundo
El canto segundo del Paraíso de La Divina Comedia del poeta florentino Dante Alighieri se desarrolla en el cielo de la Luna, en donde se encuentran los que faltaron a los votos realizados. Nos encontramos en la tarde del 13 de abril de 1300, y según algunos especialistas el 30 de marzo de 1300.

## Temas y contenidos

### Advertencia a los lectores - versos 1 al 18

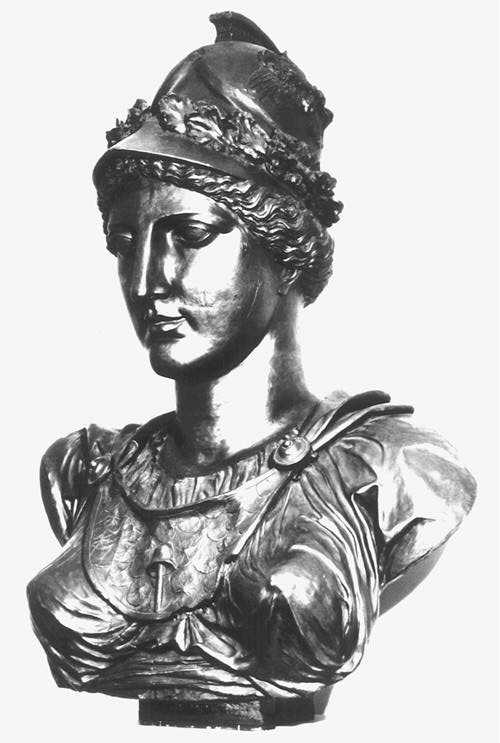
El canto comienza con una invocación a Minerva.

El canto comienza con la advertencia de Dante a quienes quieren seguir sus pasos, dirigiéndose sobre todo a quienes no son expertos en teología, pues ese será uno de los principales temas tratados en esta parte del poema. En efecto, compara la situación a la de una barca que, al seguir a otra mucho mayor y más rápida, podría perderse en alta mar al perder el rastro de aquella. El tema, que según el autor es la primera vez que se afronta, lo inspira Minerva y lo dirige Apolo. Por su parte, el camino es iluminado por nueve musas. Algunos pocos, preparados desde la juventud, podrán sin embargo aprovechar cierto alimento espiritual que de ninguna manera se puede, empero compara con la sabiduría que se recibe directamente de Dios. Escuchando lo que habrá de narrarse, esos pocos quedarán de todos modos más sorprendidos que argonautas al ver a su líder Jasón convertido en campesino.

### El cielo de la Luna - versos 19 al 45
Llevados por el deseo del Empíreo, con la velocidad a la que se ve rodar el cielo estrellado, Beatriz dirige su mirada hacia el  cielo, y Dante la admira. Como  ella puede leer sus ideas, lo invita a dirigirlas a Dios en señal de gratitud por haber alcanzado como una flecha el cielo de la luna. En este punto el autor describe sus sensaciones, indicando que se siente envuelto por una nube resplandeciente similar a un diamante iluminado por el sol. La luna acoge a ambos en su seno, sin abrirse, como la superficie del agua es atravesada por un rayo de luz. En la tierra, no obstante, no es realmente posible comprender cómo un sólido puede penetrar, sin sufrir modificaciones, otro con las mismas características. Esa imposibilidad es la que subyace al deseo del cielo, para ver en Cristo al hombre y a Dios. En el Cielo, por el contrario, el dogma es irrefutable como un axioma, pues la mente humana percibe su verdad sin que medie ningún tipo de demostración.

### Teoría de las manchas lunares y de las influencias astrales - versos 46 al 148

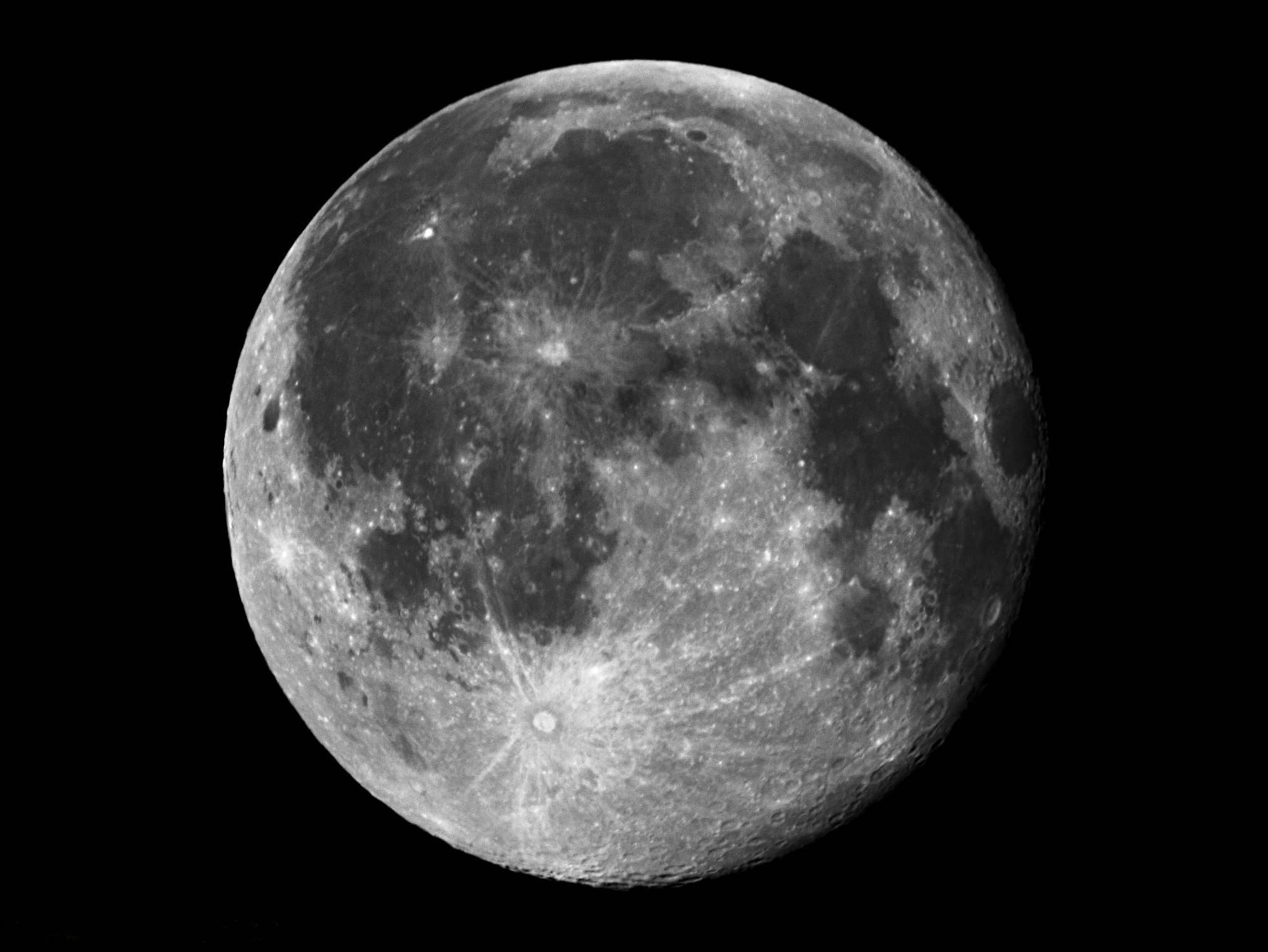
En la segunda mitad del canto se aborda la teoría de las manchas lunares.

Tras dar gracias a Dios, Dante pregunta a Beatriz por el fenómeno de las manchas lunares. Cuando su guía celestial pide al poeta que exponga su hipótesis, él señala que estas dependen de los diversos niveles de densidad del cuerpo. Beatriz lo refuta mediante un argumento general (si los cuerpos celestes solo se diferenciasen materialmente, y no cualitativamente, todos los astros ejercerían la misma influencia sobre las personas) y uno basado en la experiencia (si se toman tres espejos y se ponen a la misma distancia de una fuente de luz, es idéntica la calidad de la luz reflejada por los tres, a pesar de ser diferente en la intensidad, y por ende en la cantidad).
Por su parte, Beatriz expone la compleja explicación correcta, que no es física sino metafísica. El fenómeno se explica porque la luminosidad de los cuerpos celestes varía en función de la fuerza de su virtud, razón por la cual también unas estrellas son más brillantes que otras, la cual se diversifica y constituye unidades distintas con el astro específico  al que se une (en el canto se evoca la creencia según la cual las piedras preciosas son en realidad rocas comunes que recibieron la luz de ciertas estrella en particular). Sin embargo, la virtud proviene de una sola fuente, la inteligencia Angélica, y así permanece para garantizar el movimiento querido por Dios.